# La Sénia
La Sénia település Spanyolországban, Tarragona tartományban. La Sénia Tortosa, Roquetes, Mas de Barberans, Ulldecona, San Rafael del Río, Rossell, La Pobla de Benifassà, Valderrobres, Beceite és Canet lo Roig községekkel határos. Lakosainak száma 5594 fő (2024).

## Népesség
A település népessége az elmúlt években az alábbi módon változott:
| Lakosok száma | 335  | 3452 | 3120 | 3089 | 4514 | 1969 | 2087 | 5893 | 5681 | 5594 |
|               | 1717 | 1900 | 1940 | 1960 | 1986 | 2005 | 2010 | 2014 | 2019 | 2024 |